# 장쑤 요리
장쑤 요리(Jiangsu料理, 중국어 간체자: 江苏菜, 정체자: 江蘇菜, 병음: Jiāngsū cài 장쑤차이[*]) 또는 소요리(蘇料理, 중국어 간체자: 苏菜, 정체자: 蘇菜, 병음: sūcài 쑤차이[*])는 중국 장쑤성에서 유래하는 요리이며 중국 팔대 요리 중 하나이다. 상해 요리의 원형이자 소채(蘇菜), 양채(揚菜), 강소채(江蘇菜)로 불린다. 강남 지역의 비옥한 평야의 농산물, 장강 수계와 동중국해의 풍부한 민물고기, 바다 물고기와 물새와 발달한 강남 도시 문화에서 태어난 요리이다. 산동 요리(魯菜), 사천 요리(川菜), 광둥 요리(粵菜)와 대등한 중국 사대 요리 중 하나로 꼽힌다.

## 특징
맛이 담백하며, 여러 계절의 식재 맛을 살리는 것을 중시한다. 일반적으로 식재가 부드럽게 될 때까지 요리하기 때문에, 모양이 뭉개질 정도로 부드럽게 된다. 또한 계절의 제철 식재를 사용하여 각 접시에 담아 색이나 형태의 조화를 중시하며 국물 이용하여 맛을 더하는데 중점을 둔다.

## 종류
강소 요리도 세분화하여 남경 요리(南京料理), 회양 요리(淮揚料理), 소석 요리(蘇錫料理), 서해 요리(徐海料理)로 세분화 하며, 중국에서는 남경요리는 난징차이(京蘇菜), 진링차이(金陵菜), 후이양차이(淮揚菜), 수시차이(蘇錫菜), 수하이차이(徐海菜)로 부른다.

### 남경 요리
남경 요리는 장강을 따라 난징을 발상지로 하고 있으며, 섬세한 모양과 부드러운 맛이 특징이다. 강의 물고기와 오리 등과 다른 야채를 많이 사용한다. 특히 "금릉삼초"(金陵三草)라고 부르는 국화꽃, 구기자, 마란두(국화과 식물) 야채 삼종은 "조춘삼종"이라고 부르는 갓, 마란두(馬蘭頭, 국화과), 호고(芦篙), 달래(芦篙) 네 가지는 자주 사용된다.

### 회양 요리
회양 요리는 장강 북부양주, 회안(淮安), 진강(眞江)을 발상지로 한다. 식재 선택과 칼 사용 능력이 뛰어나, 맛이 담백하며 담백한 국물 등이 뛰어나다.

### 소석 요리
소석 요리는 장강 남부 호수 지역에서 옛날부터 도시가 형성되었던, 쑤저우, 우시, 창저우를 발상지로 하여, 소주 요리 (쑤차이)와 무석 요리 (시차이)로 나뉜다. 술지꺼기를 양념에 많이 사용하며, 주변의 호수와 하천에서 잡힌 각종 수산물의 취급이 뛰어나며, 맛은 달고 비교적 짙다.

### 서해 요리
서해 요리는 북쪽 해안 지대에 있는 서주와 연운항을 발상지로 하며, 맛은 진하고 해산물과 야채를 사용하는 방법을 개발하였다.

## 같이 보기
- 상해 요리